# 阿尤甫·铁衣甫
阿尤甫·铁衣甫（1949年12月—），男，维吾尔族，新疆察布查尔人，中华人民共和国政治人物，曾任新疆维吾尔自治区政协副主席。